# Lijst van beelden in Groningen-Oude wijken
De lijst van beelden in Groningen-Oude wijken is onderdeel van een verzameling lijsten van beelden in Groningen.

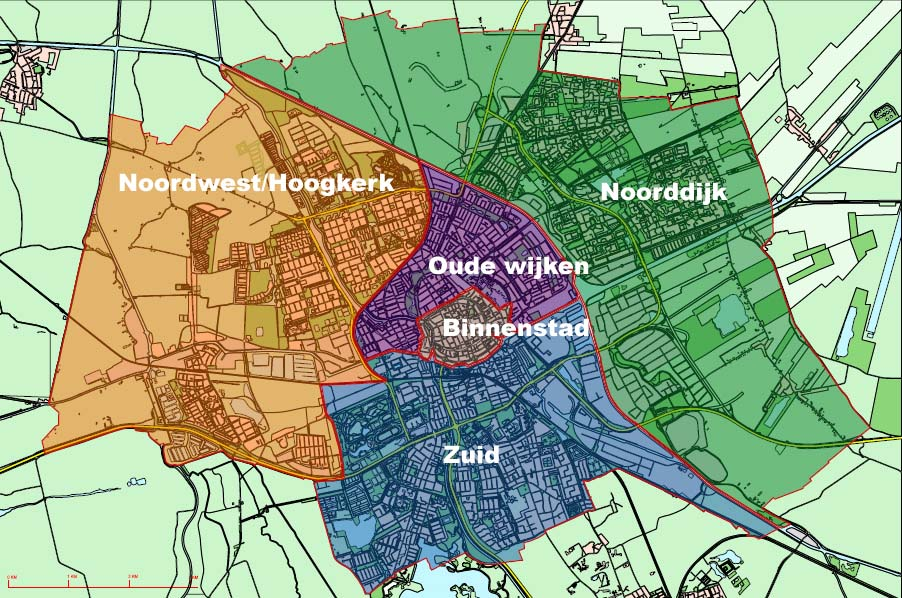
Indeling in stadsdelen

Onder een beeld wordt hier verstaan elk driedimensionaal kunstwerk in de openbare ruimte van de Nederlandse gemeente Groningen, waarbij beeld wordt gebruikt als verzamelbegrip voor sculpturen, standbeelden, installaties, gedenktekens en overige beeldhouwwerken.
De lijst is chronologisch, dat wil zeggen op volgorde van de eerste plaatsing van het beeld in de openbare ruimte.
Dit deel bevat de beelden in het stadsdeel Oude wijken, dat de volgende wijken en buurten omvat: Bloemenbuurt, Damsterbuurt, Florabuurt, Gorechtbuurt, De Hoogte, Hortusbuurt, Indische buurt, Korrewegwijk, Kostverloren, Oosterparkwijk, Oranjewijk en Schildersbuurt
De Stadsmarkeringen worden niet in deze lijst opgenomen.
Voor een volledig overzicht van de beschikbare afbeeldingen zie de categorie Beelden in Groningen-Oude wijken op Wikimedia Commons.
| Geplaatst              | Omschrijving                                              | Kunstenaar                                            | Straat                                                                                                 | Plaats    | Materiaal                                        | Foto |
| ---------------------- | --------------------------------------------------------- | ----------------------------------------------------- | --- | --------- | ------------------------------------------------ | ---- |
| ????                   | Reliëf van mensfiguren (3 delen)                          | onbekend                                              | Surinamestraat 145-167                                                                                 | Groningen | glazuur/terracotta                               |      |
| ????                   | Rust en vrede                                             | onbekend                                              | Noorderbinnensingel 24-46                                                                              | Groningen | zandsteen                                        |      |
| 1829                   | Guyotmonument                                             | Jean François & Charles Sigault                       | Guyotplein                                                                                             | Groningen | koper                                            |      |
| 1892                   | De Natuur                                                 | Bart van Hove                                         | Westersingel 34                                                                                        | Groningen | zandsteen (Udelfanger)                           |      |
| 1904                   | Reliëfs van meubelmakers en pauw (3 exemplaren)           | Arie van der Lee?                                     | Blekerstraat 12                                                                                        | Groningen | zandsteen                                        |      |
| 1911?                  | Wandsculpturen met torsende mannen (2 delen)              | Arie van der Lee?                                     | Hoendiepskade 24                                                                                       | Groningen |                                                  |      |
| 1913                   | Reliëf socialistische strijd                              | Arie van der Lee?                                     | Taco Mesdagplein 7                                                                                     | Groningen | zandsteen                                        |      |
| 1915                   | Reliëfs van jongen-/meisjesfiguur (2 exemplaren)          | ?                                                     | Wassenberghstraat 26                                                                                   | Groningen | kunststeen                                       |      |
| 1927                   | zonder titel (sluitsteen met vrouwenfiguur)               | Willem Valk                                           | Hissink Janssenstraat (voormalige school)                                                              | Groningen | natuursteen                                      |      |
| 1928                   | Zonder titel                                              | Willem Valk                                           | Damsterdiep 146                                                                                        | Groningen | syeniet                                          |      |
| 1934                   | Franciscus van Assisi                                     | Herman van Remmen                                     | Zaagmuldersweg 67, St. Franciscuskerk                                                                  | Groningen | zandsteen                                        |      |
| 1937                   | buste H.D. Guyot                                          | Willem Valk                                           | Guyotplein, boven ingang doveninstituut                                                                | Groningen |                                                  |      |
| 1938                   | Zuider-, Noorder-, Ooster-, Westerling (restant)          | Gijs Jacobs van den Hof                               | Oostersluisweg                                                                                         | Groningen | natuursteen                                      |      |
| 1939                   | Franciscus van Assisi                                     | onbekend                                              | Vinkenstraat 1 (Voormalig gebouw St. Franciscusschool)                                                 | Groningen | zandsteen                                        |      |
| 1939                   | Haan                                                      | ?                                                     | Adriaan van Ostadestraat 163/165                                                                       | Groningen | terracotta                                       |      |
| 195?                   | Handel en Industrie (2 delen)                             | Anno Smith                                            | Oosterhamriklaan 131-137 en 173-177                                                                    | Groningen | geglazuurd terracotta                            |      |
| 195?                   | Heelal, Aarde, Zee, Stad, Land (5 delen)                  | Anno Smith                                            | Westindischekade 1-264                                                                                 | Groningen | geglazuurd terracotta                            |      |
| 195?                   | Medaillons met dieren en planten                          | Anno Smith                                            | Paramaribostraat 98-120 en 121-143 Westindischekade Surinamestraat                                     | Groningen | geglazuurd terracotta                            |      |
| 195?                   | Mozaïek met Christusmonogram (X (chi) en P (rho))         | Anno Smith                                            | Heinsiusstraat 1                                                                                       | Groningen | geglazuurd terracotta                            |      |
| 195?                   | Tableaus met dier- en bloemmotieven (36 exemplaren)       | Anno Smith                                            | Bedumerstraat 132-214/Jacob Catsstraat 1-83/Van Oldenbarneveltlaan 133-253/Van Slingelandtstraat 2-132 | Groningen | geglazuurd terracotta                            |      |
| 195?                   | Tableaus met dier- en bloemmotieven (12 exemplaren)       | Anno Smith                                            | Borgwal 2/Bedumerweg 103-105                                                                           | Groningen | geglazuurd terracotta                            |      |
| 195?                   | Tableaus met dier- en plantmotieven (16 x 2 exemplaren)   | Anno Smith                                            | Arubastraat 1-95/Paramaribostraat 2-96                                                                 | Groningen | geglazuurd terracotta                            |      |
| 195?                   | Tableaus met tropische voorstellingen (7 exemplaren)      | Anno Smith                                            | Surinamestraat 1-167                                                                                   | Groningen | geglazuurd terracotta                            |      |
| 195?                   | Tableaus met tropische voorstellingen (7 exemplaren)      | Anno Smith                                            | Korreweg 280-362                                                                                       | Groningen | geglazuurd terracotta                            |      |
| 1950                   | Tableau met melkmeisje                                    | Anno Smith                                            | Leeuwarderstraat 50                                                                                    | Groningen | geglazuurd terracotta                            |      |
| 1950                   | Tableaus met ambachtslieden (4 exemplaren)                | Anno Smith                                            | Soendastraat/Palembangstraat/Molukkenstraat                                                            | Groningen | geglazuurd terracotta                            |      |
| 1951                   | Zonder titel                                              | Klaas van Dijk                                        | Professor Enno Dirk Wiersmastraat 3                                                                    | Groningen | gehamerd koper                                   |      |
| 1952                   | zonder titel ("zonaanbidster")                            | Thees Meesters                                        | Leliesingel                                                                                            | Groningen | natuursteen                                      |      |
| 1952                   | zonder titel (gemeentelijk energiebedrijf)                | Anno Smith                                            | Bloemstraat                                                                                            | Groningen | keramiek                                         |      |
| 1954                   | zonder titel (staande vrouwenfiguur)                      | Thees Meesters                                        | Molukkenpad                                                                                            | Groningen | brons                                            |      |
| 1954                   | Jongensfiguur                                             | Oswald Wenckebach                                     | Pioenstraat                                                                                            | Groningen | brons                                            |      |
| 1954                   | zonder titel (100 jaar gas)                               | Anno Smith                                            | Kolendrift 19                                                                                          | Groningen | keramiek                                         |      |
| 1955                   | Hurkende vrouw met kruik                                  | Gerrit Bolhuis                                        | Oosterpark (vijver)                                                                                    | Groningen | brons                                            |      |
| 1955                   | De Goede Herder                                           | Egbert Reitsma                                        | Johan de Wittstraat (kerk)                                                                             | Groningen | baksteen                                         |      |
| 1956                   | zonder titel                                              | Siep van den Berg                                     | Paradijsvogelstraat (voorheen Zaagmuldersweg/Damsterdiep)                                              | Groningen | mozaïek                                          |      |
| 1956                   | zonder titel (500.000ste woning)                          | Rinus Meijer                                          | Rijnstraat, Rembrandt van                                                                              | Groningen | natuursteen                                      |      |
| 1957                   | Indische antilope                                         | Wladimir de Vries                                     | Struisvogelstraat (voorheen Zaagmuldersweg)                                                            | Groningen | brons en baksteen                                |      |
| 1957                   | zonder titel (29 reliëfstenen boven portieken)            | Thees Meesters                                        | Almastraat, Johann de Wittstraat, A. Pauwstraat, J. van Oldenbarneveltlaan                             | Groningen | baksteen                                         | o.a. |
| 1957                   | Kunst, Arbeid, Het gezin, De dans                         | Klaas van Dijk                                        | Jacob van Ruysdaelstraat 2/16/18/30 (zijgevels)                                                        | Groningen | verf                                             |      |
| 1957                   | Reliëfs van mensfiguren met bloem en vogel (2 exemplaren) | Thees Meesters                                        | Oosterhamriklaan (naast nr. 211 en 217)                                                                | Groningen | kalksteen                                        |      |
| 1958                   | zonder titel (gevelsteen)                                 | Thees Meesters                                        | Klaprooslaan (Treslinghuis)                                                                            | Groningen | natuursteen                                      |      |
| 1958                   | Zonder titel (4 draadfiguren)                             | Anna Dekking-van Haeften                              | Jacob van Ruysdaelstraat 73                                                                            | Groningen | koper                                            |      |
| 1958                   | Reliëf van vrouw met bloemenmand                          | Anno Smith                                            | Bonairestraat 265                                                                                      | Groningen | geglazuurd terracotta                            |      |
| 1963                   | zonder titel (zaaddoos)                                   | Rinus Meijer                                          | Damsterdiep 191 (Dakrand Huisartsenlab, in 2008 permanent verwijderd)                                  | Groningen | koper en beton                                   |      |
| 1963                   | Ot en Sien                                                | Anna Dekking-van Haeften                              | Adriaan van Ostadestraat 2                                                                             | Groningen | cement                                           |      |
| 1964                   | De Wachters                                               | Louis Wolthers                                        | A. Deusinglaan 2                                                                                       | Groningen | hardsteen                                        |      |
| 1965                   | De Formule of Tasten                                      | Anna Dekking-van Haeften                              | Westersingel 34 (bij RUG)                                                                              | Groningen | brons                                            |      |
| 1965                   | Zonder titel                                              | Anno Smith                                            | Noorderbinnensingel 24                                                                                 | Groningen | keramiek                                         |      |
| 1965                   | Zomer                                                     | Hans Reicher                                          | Fonteinstraat (UMCG)                                                                                   | Groningen | brons                                            |      |
| 1968                   | zonder titel (wandsculptuur)                              | Gerrit Piek                                           | Wilgenlaan                                                                                             | Groningen | brons                                            |      |
| 1968                   | Zonder titel                                              | Frans Jacobs                                          | Grote Kruisstraat 2 (deels binnen/deels buiten)                                                        | Groningen | geëmailleerd staal/roestvrij staal/verzinkt lood |      |
| 1969                   | zonder titel (buitelende kinderen)                        | Thees Meesters                                        | Sabangplein                                                                                            | Groningen | hardsteen                                        |      |
| 1972                   | zonder titel                                              | Wladimir de Vries                                     | Nassaulaan                                                                                             | Groningen | natuursteen                                      |      |
| 1975                   | Mannetje                                                  | Gjalt Blaauw                                          | Kruissingel, Noorderplantsoen                                                                          | Groningen | marmer                                           |      |
| 1975                   | Trapdecoratie                                             | Jan van der Zee                                       | Donghornsterpad                                                                                        | Groningen | beton                                            |      |
| 1977                   | Wuivend riet                                              | René de Boer                                          | Oostersingel (bij UMCG)                                                                                | Groningen | cortenstaal, messing                             |      |
| 1979                   | Zwangere vrouw                                            | Bastiaan de Groot                                     | Poortweg (UMCG)                                                                                        | Groningen | aluminiumbeton                                   |      |
| 1980                   | Groninger Sfinxen                                         | Freark Dyk                                            | A. Deusinglaan 1, voor ingang                                                                          | Groningen |                                                  |      |
| 1982 (gemaakt in 1975) | Wisent                                                    | Wladimir de Vries                                     | Noorderplantsoen                                                                                       | Groningen | muschelkalksteen                                 |      |
| 1983                   | Rollebollen                                               | René de Boer                                          | Bernoulliplein                                                                                         | Groningen | messing                                          |      |
| 1984                   | man in ligstoel                                           | Hans Mes                                              | Floresplein, bij Floresvijver                                                                          | Groningen | brons                                            |      |
| 1985                   | zonder titel (vrouwenfiguur)                              | Annelies de Jong                                      | Kerklaan/Kloosterstraat                                                                                | Groningen | brons                                            |      |
| 1985                   | Zonder titel                                              | Harm van Weerden                                      | Doctor C. Hofstede de Grootkade 11                                                                     | Groningen | beton/marmer                                     |      |
| 1988                   | Vogel                                                     | Klaas van Dijk                                        | Petrus Campersingel 43 t/m 111                                                                         | Groningen | brons                                            |      |
| 1991                   | Speelsituatie                                             | Monica Boekholt                                       | Almastraat 2-6                                                                                         | Groningen | beton/hout/staal                                 |      |
| 1991                   | Zonder titel (3 delen)                                    | Martin van der Werf                                   | Graaf Adolfstraat 39/41 (tussen 2015 en 2018 permanent verwijderd)                                     | Groningen | acrylverf/coating/multipoint                     |      |
| 1991                   | zonder titel                                              | Bas Lugthart                                          | Noorderplantsoen                                                                                       | Groningen | metaal                                           |      |
| 1991                   | Bronzen longen                                            | Bert Kiewiet                                          | Fonteinstraat (UMCG)                                                                                   | Groningen | brons                                            |      |
| 1992                   | zonder titel                                              | Huib Fens                                             | Korreweg                                                                                               | Groningen | staal                                            |      |
| 1993                   | Zie hier, Zie daar, Zie zo (3 delen)                      | Frans Nieuwlaat                                       | Boteringesingel                                                                                        | Groningen | beton/ijzer                                      |      |
| 1994                   | Zon en maan                                               | Wia van Dijk                                          | Surinamestraat                                                                                         | Groningen |                                                  |      |
| 1994                   | De stand der dingen                                       | Maree Blok & Bas Lugthart                             | Prinsesseweg                                                                                           | Groningen |                                                  |      |
| 1994                   | Afsluitbomen (6 delen)                                    | Trudi van den Berg en Jos Steenmeijer                 | Oosterhamriklaan 216-328                                                                               | Groningen | coating/verzinkt staal                           |      |
| 1994                   | Zonder titel (4 delen)                                    | Yland/Metz                                            | Bedumerstraat/Adriaan Pauwstraat/Johan de Wittstraat                                                   | Groningen | paneel/verf                                      |      |
| 1996                   | Ram                                                       | Jan van Baren                                         | Taco Mesdagplein                                                                                       | Groningen | brons                                            |      |
| 1996                   | Ra ra avis                                                | Gjalt Blaauw                                          | Ostadestraat, A. van                                                                                   | Groningen | marmer en hardsteen                              |      |
| 1996                   | Zonder titel                                              | Gjalt Blaauw                                          | Adriaan van Ostadestraat (parkje)                                                                      | Groningen | diabassteen/kalksteen (vaurion)/muschelkalk      |      |
| 1996                   | Zonder titel                                              | Hendrik de Vries                                      | Akkerstraat 97                                                                                         | Groningen | verf                                             |      |
| 1997                   | De Werkbrug                                               | Hans Rikken                                           | Bedumerweg                                                                                             | Groningen | verzinkt staal                                   |      |
| 1998                   | Het Rode Geheim                                           | Sigurdur Gudmundsson                                  | Hanzeplein 1                                                                                           | Groningen | rood graniet                                     |      |
| 1998                   | Meisjespaard                                              | Iris Le Rütte                                         | Fonteinstraat (UMCG)                                                                                   | Groningen | brons                                            |      |
| 1998                   | De verwondering                                           | Bert Kiewiet                                          | Poortweg (UMCG)                                                                                        | Groningen | brons                                            |      |
| 1999                   | De rode loper (3 delen)                                   | Gabriëlle Kroese                                      | Arubastraat 16-18/Marowijnestraat 16-18/Sabastraat 25-27                                               | Groningen | betonklinkers                                    |      |
| 1999                   | Zonder titel                                              | Fons Schobbers                                        | Oostersingel (ingang UMCG)                                                                             | Groningen | brons                                            |      |
| 1999                   | Zaailam                                                   | Gert Sennema                                          | Fonteinstraat (UMCG)                                                                                   | Groningen |                                                  |      |
| 1999                   | L' amour                                                  | Ronald Tolman                                         | Fonteinstraat (UMCG)                                                                                   | Groningen |                                                  |      |
| 2000                   | De Lepelaar                                               | Jan van Baren                                         | Noorderplantsoen                                                                                       | Groningen | brons                                            |      |
| 2000                   | Scherven brengen geluk (14 delen)                         | Hans van Bentem                                       | Kastanjelaan 1 (grens met Noordwest)                                                                   | Groningen | keramiek                                         |      |
| 2000                   | Zonder titel                                              | John Körmeling                                        | Grachtstraat 70                                                                                        | Groningen | aluminium                                        |      |
| 2001                   | zonder titel                                              | Gjalt Blaauw                                          | Kraneweg/Melkweg                                                                                       | Groningen | cortenstaal, natuursteen                         |      |
| 2003                   | Hof                                                       | Rutger Kopland (gedicht) en Sjoerd Huizinga (ontwerp) | Petrus Campersingel 43                                                                                 | Groningen | steen                                            |      |
| 2005                   | zonder titel (2 delen)                                    | Siebe Hansma                                          | Slachthuisstraat                                                                                       | Groningen | metaal                                           |      |
| 2005                   | Lichtwerk voor garage 2001-2005                           | Peter Struycken                                       | parkeergarage Ossenmarkt                                                                               | Groningen | computergestuurd TL-licht                        |      |
| 2006                   | Passage                                                   | Annelies Dijkman                                      | Molukkenstraat 1                                                                                       | Groningen | aluminium/cibachrome/glas                        |      |
| 2006                   | "Ik zag de oude brug"                                     | Rudolf Menge en Ronald Ohlsen                         | Damsterdiep/Oostersluis                                                                                | Groningen | geluid                                           |      |
| 2008                   | De Vier Jaargetijden                                      | Jenne Hoekstra                                        | Antillenstraat 1/1-1/204                                                                               | Groningen | folie op composiet plaatmateriaal                |      |
| 2008?                  | Zonder titel                                              | Niells A.F. Niemeijer                                 | Adriaan van Ostadestraat 2                                                                             | Groningen | gerecycled materiaal                             |      |
| 2009                   | Xy                                                        | Martin Borchert                                       | A. Deusinglaan 1, tuin UMCG                                                                            | Groningen | staal                                            |      |
| 2011                   | Nationaal Donor Monument Fonteinstraat UMCG.jpg           | Ben Overkamp naar een ontwerp van Egbert Hermsen      | Fonteinstraat (UMCG)                                                                                   | Groningen | staal                                            |      |
| 2012                   | Kinder                                                    | Mette Bus                                             | Korreweg (rotonde)                                                                                     | Groningen | brons                                            |      |
| 2018                   | Aden                                                      | Herman Lamers                                         | Vrydemalaan                                                                                            | Groningen | glas                                             |      |
| 2018                   | Femme voilée                                              | Albert Aukema                                         | Bij UMCG ziekenhuis                                                                                    | Groningen | Portugees marmer                                 |      |
| 2025                   | Beno's Bron                                               | Gert Sennema                                          | Noorderplantsoen                                                                                       | Groningen |                                                  |      |
| ?                      | Vloerplastiek                                             | Dora Dolz                                             | Poortweg (UMCG)                                                                                        | Groningen |                                                  |      |
| ?                      | Wandmozaïek                                               | Dora Dolz                                             | Poortweg (UMCG)                                                                                        | Groningen |                                                  |      |
| ?                      | Roosvenster                                               | Gerard Hali                                           | Fonteinstraat (UMCG)                                                                                   | Groningen |                                                  |      |